# Plator insolens
Espèce
Plator insolens est une espèce d'araignées aranéomorphes de la famille des Trochanteriidae.

## Distribution
Cette espèce est endémique de Chine. Elle se rencontre au Hebei, au Shanxi, au Anhui et à Pékin.

## Description
Le mâle décrit par Zhu, Tang, Zhang et Song en 2006 mesure 6,30 mm et la femelle 8,82 mm.

## Publication originale
- Simon, 1880 : Études arachnologiques. 11e Mémoire. XVII. Arachnides recueillis aux environs de Pékin par M. V. Collin de Plancy. Annales de la Société Entomologique de France, sér. 5, vol. 10, p. 97-128 (texte intégral).